# Elsthal
Elsthal ist ein Wohnplatz der Stadt Luckenwalde im Landkreis Teltow-Fläming in Brandenburg.

## Geografische Lage

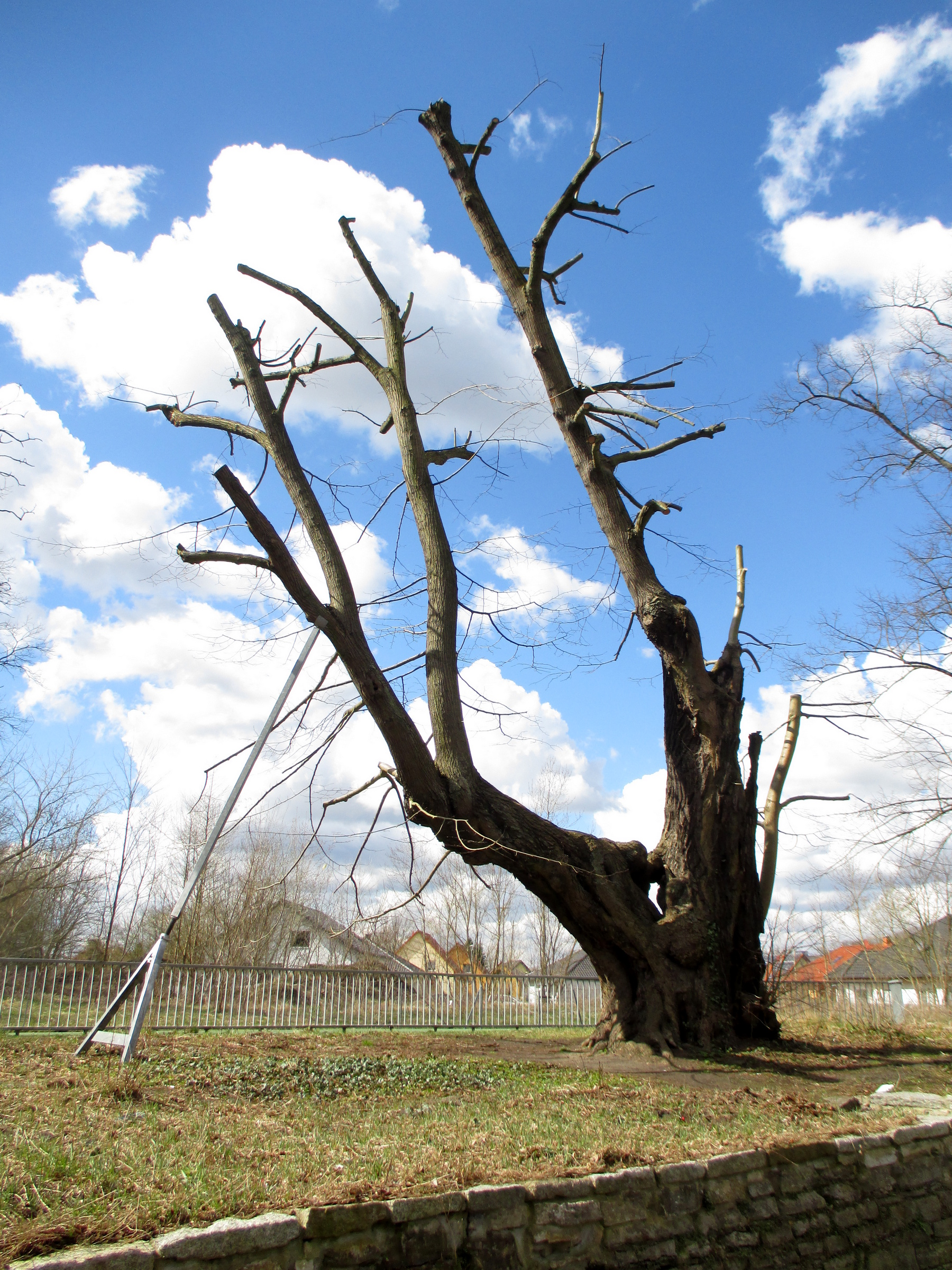
Tausendjährige Linde im Elsthal

Der Wohnplatz liegt südlich des Stadtzentrums und dort unmittelbar an der Nuthe, die von Süden kommend in nördlicher Richtung fließt. Südlich schließt sich ein Landschaftsschutzgebiet an, das ebenfalls den Namen Elsthal trägt. Dort steht unter anderem eine Tausendjährige Linde, die vermutlich im 13. Jahrhundert von den Zisterziensern gepflanzt wurde.

## Geschichte
Im Jahr 1480 wurde erstmals bey Luckewalde eyne mühlen erwähnt, die im Besitz des Klosters Zinna war und den Zisterziensern in jedem Jahr zwölf Wispel Roggen zahlen musste. Nach der Reformation kam sie im Jahr 1553 zum Amt Zinna, leistete aber im Jahr 1568 noch 11 Wispel Roggen an Abgaben an das Kloster Zinna. Das Bauwerk erschien erneut im Jahr 1586 als Die lugkenwaldische Mühle, die zwei Taler zum 70. Pfennig Abgaben leistete. Im Jahr 1642 besaß die Mühle zwei Gänge; zu ihr gehörte ein Acker, auf dem 1 Wispel Roggen, 8 Scheffel Gerste und 3 Scheffel Hafer ausgesät wurden.
Im Jahr 1791 lebten „mit der Lindenberger Mühle“ zwei Müller, zwei Hausleute oder Einlieger, die vier Feuerstellen (=Haushalte) betrieben; in Summe 36 Personen. Im Jahr 1801 wurde nur noch von zwei Feuerstellen und zwölf Personen berichtet, die an der „Wassermühle bei Luckenwalde an der Nuthe“ betrieben wurden. Ihre Bezeichnung änderte sich im Jahr 1805 in Luckenwalder Mühle. Die Anzahl stieg auf 17 Personen im Jahr 1817 sowie auf 28 Personen im Jahr 1837. Im genannten Jahr bestand die Luckenwalder Wassermühle mit Spinnfabrik, eine Wassermühle mit zwei Gängen, eine Windmühle, eine Walkmühle, eine Wollfabrik und drei Wohnhäusern. Die Mahlmühle nebst Tuchfabrik gehörte im Jahr 1850 den Fabrikbesitzern und Kommerzienrat Emil Prätorius und dem Berliner Kaufmann Michael Protzen; es erfolgte die Umbenennung in Elsthal. Beide tauschten am 25. Oktober 1852 eine an der Nuthe gelegene Wiese des Tuchfabrikanten Theodor Praetorius mit einer Größe von 10 Morgen 42 Quadratruten gegen zwei Wiesen, die bei der Försterei lagen. Im Folgejahr kam es zu einem Rezess des Theodor Prätorius, der Reallasten des Mühlenetablissements ablöste. Die Gemarkung war im Jahr 1858 insgesamt 236 Morgen groß: 4 Mg Gehöfte, 12 Mg Gartenland, 84 Mg Acker, 68 Mg Wiese, 68 Mg Wald. Darauf standen vier Wohn- und 16 Wirtschaftsgebäude, darunter eine mit Wasser getriebene Maschinenspinnerei mit Appretur und Walkgetreidemühle. In einem Abbau stand eine Windmühle. In Elsthal wohnten zu dieser Zeit 28 Personen. Im Jahr 1860 wurde lediglich von einer Fabrik und Etablissement berichtet, die im Jahr 1871 ein nicht inkommunalisierter Wohnplatz und Fabriketablissement wurde, in dem 43 Personen lebten. In der Niederung südlich der Nuthe entstand 1861 eine Flussbadeanstalt, das 1925 durch ein Freibad ersetzt wurde. Elsthal wurde 1885 Landgemeinde mit 39 Personen, verlor jedoch bereits zwei Jahre später wieder ihren Status als selbständige Gemeinde und kam als Etablissement zu Luckenwalde. Dort wurde sie 1891 als Fabrik und Mühle geführt, 1925 nur noch als Fabrik, in der 48 Personen lebten. Die Wegstrecke zwischen Elsthal und Luckenwalde war Inhalt einer Auseinandersetzung zwischen der Firma Fähndrich und dem Magistrat der Stadt Luckenwalde, die sich von 1887 bis 1909 zog.
Mit Wirkung zum 31. Mai 1951 wurde der VEB Feintuchfabrik, Luckenwalde, der VEB Tuchfabrik Elsthal, Luckenwalde und der VEB Volltuchfabrik zusammengelegt. Im Jahr 1983 gab es im Wohnplatz den VEB Kontaktbauelemente Werk II Luckenwalde Baustelle Mückenberg Elsthal. Im Jahr 2023 werden ein Teil der Gebäude als Gaststätte genutzt.